# Cocada
La cocada est une friandise typique d'Amérique latine, particulièrement populaire en Argentine, Bolivie, Brésil, Colombie, Chili, Equateur, Mexique, Panama, République Dominicaine et au Venezuela. Faite de noix de coco râpée, de sucre et de lait, elle peut être plus ou moins caramélisée. Elles sont cuites au four mais sont servis à température ambiante pour leur donner une texture moelleuse et douce. Fabriquées avec des œufs et de la noix de coco râpée, les cocadas viennent dans différentes couleurs en raison de l'utilisation moderne du colorant alimentaire, cependant les variations traditionnelles sont brun doré. Ils sont souvent garnis d'amandes, entières ou hachées. Il existe des centaines de recettes de cocadas, des boulettes dures et très sucrées typiques aux cocadas qui ont presque la texture crémeuse du flan. D'autres fruits, souvent séchés, peuvent être ajoutés aux cocadas pour créer de la variété, qui conduit également à un large spectre de couleurs de cocada. Les cocadas sont mentionnées dès 1878 au Pérou.

## Par Pays

### Brésil
Au Brésil, la cocada est une confiserie traditionnelle originaire du nord-est du pays. Ils sont souvent longs et fins plutôt que ronds et sont vendus dans les rues.
Une variante de la cocada au Brésil est la "cocada noire" (en portugais : Cocada preta) faite avec du sucre brun et de la noix de coco légèrement brûlée. Au Brésil, «rei da cocada preta» (roi de la cocada noire) est utilisé pour désigner une personne arrogante qui pense trop à elle-même.
Bien que partageant des similarités, les cocadas et les queijadinhas (en) sont deux choses différentes. La cocada est généralement fabriquée à partir de noix de coco et de sucre uniquement, enroulées ensemble pour former une masse amorphe. La Queijadinha quant à elle est faite avec plus d'ingrédients et tire sa forme du moule à pâtisserie.

### Mexique, Colombie et Uruguay
En Colombie et au Mexique, les Conserva de coco sont vendues non seulement comme bonbons artisanaux dans les magasins, mais généralement dans les rues, dans des paniers, et en particulier sur les plages, par des hommes ou des femmes qui les portent sur de grands plateaux en aluminium . En Uruguay, ils sont couramment vendus dans les boulangeries sous le nom de coquitos, les versions les plus délicates incluent une cerise sur le dessus et un enrobage de sirop, parfois ils remplissent les boîtes de masas assortis.

### Venezuela
Au Venezuela, la cocada est un terme employé pour désigner une boisson mélangée avec de la noix de coco. La friandise créée à partir de noix de coco y est appelée "conserva de coco" mais reste la même que la cocada des autres pays, seule la désignation change.

## Galerie

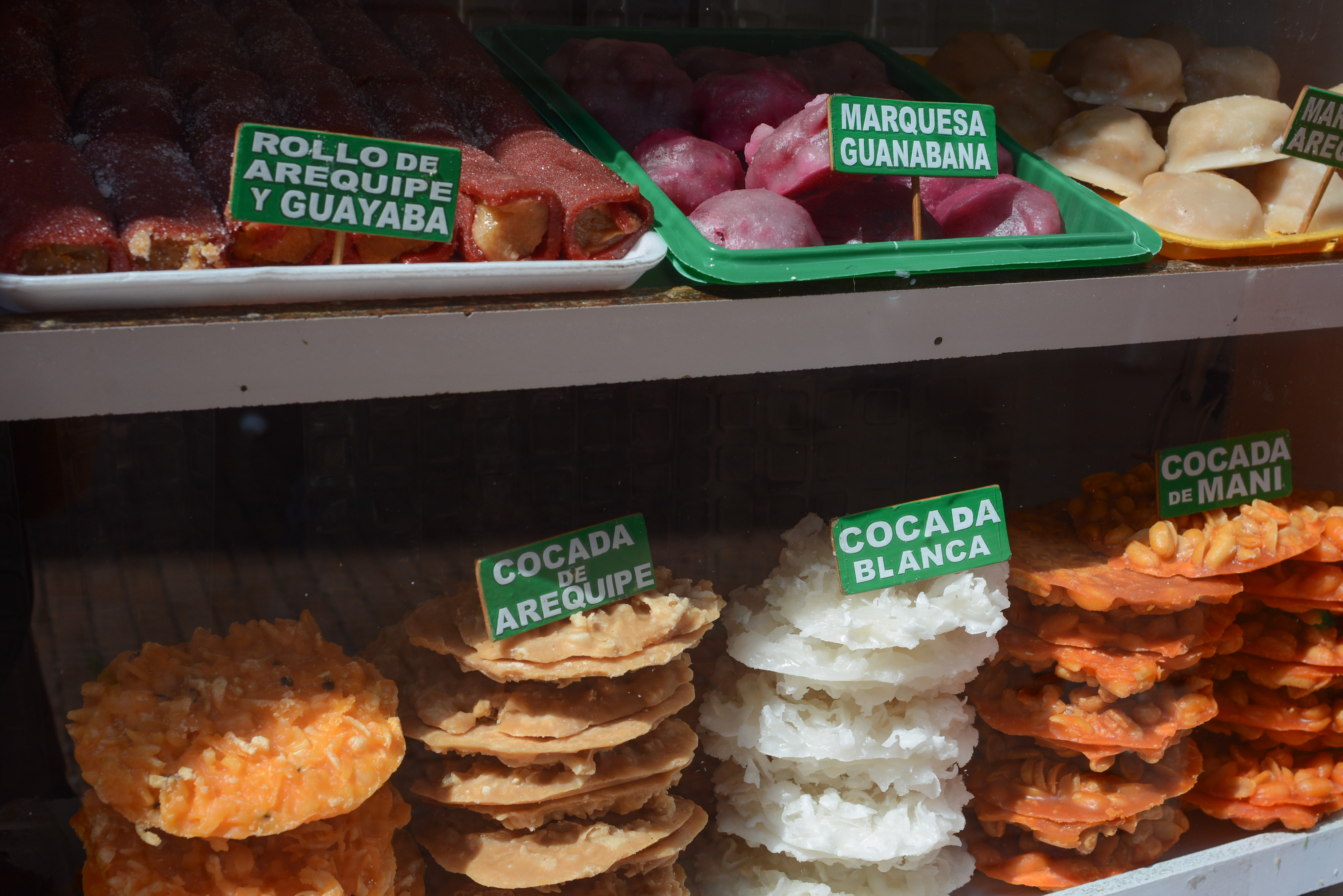
Cocadas de Bogotá, Colombie.
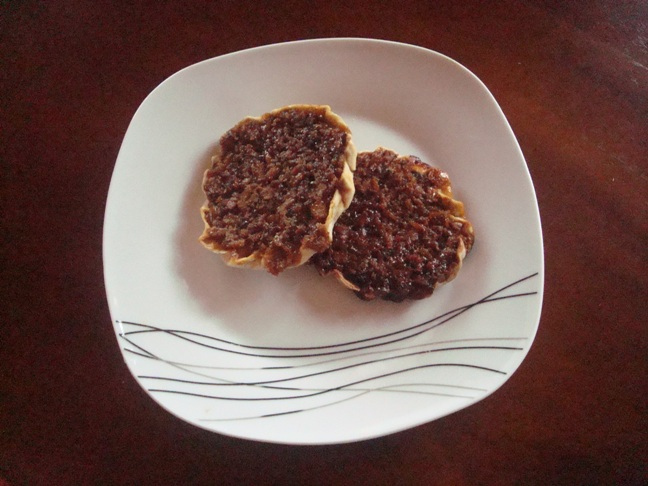
Cocadas du Costa Rica.
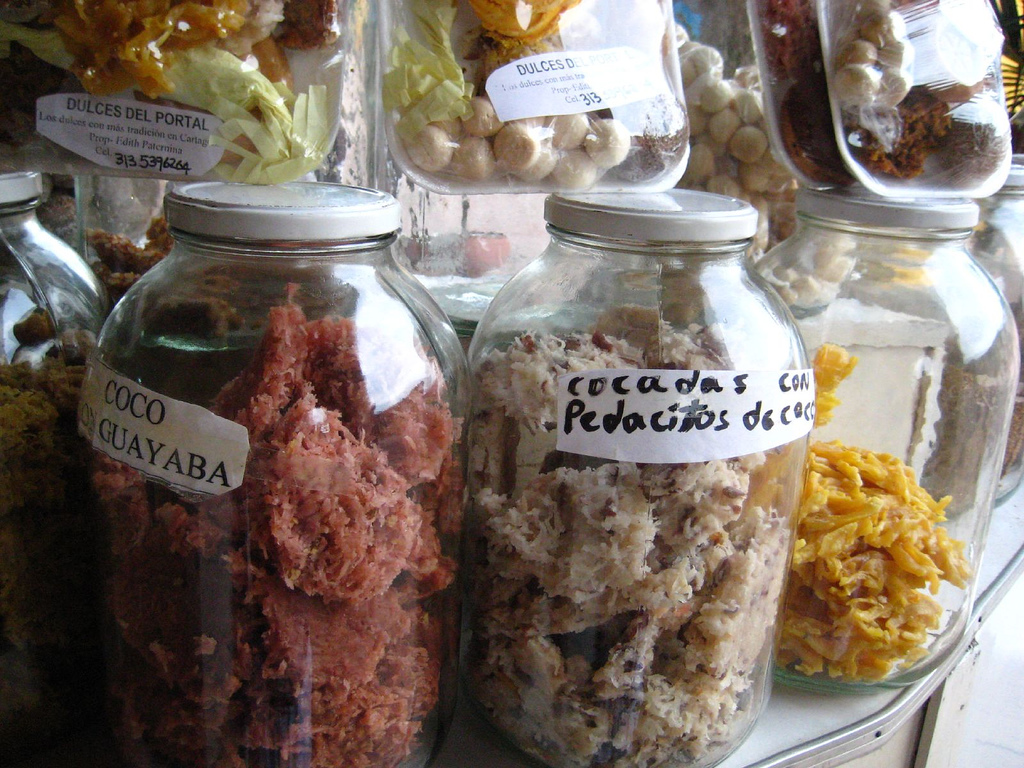
Cocadas colombiens en pots.
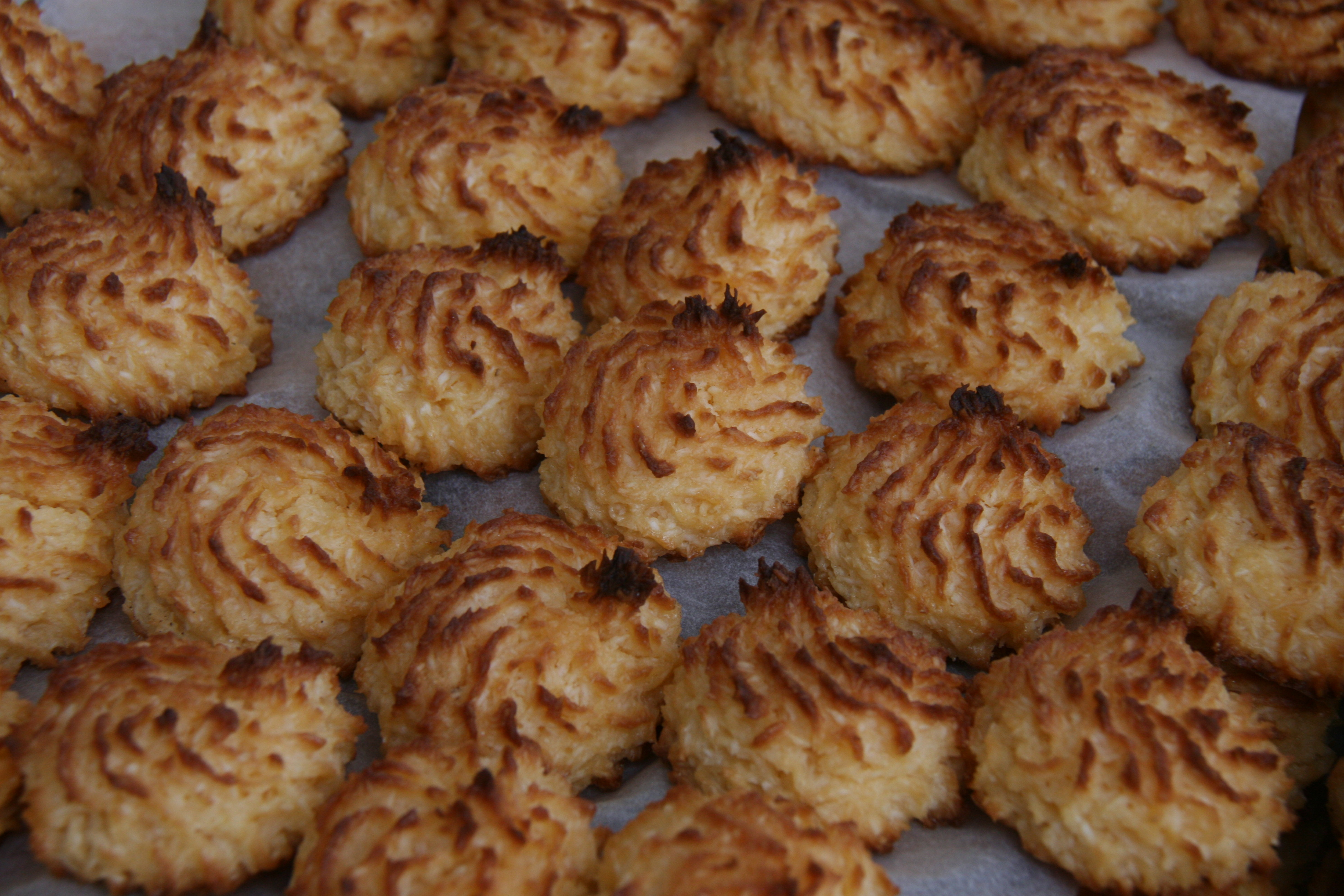
Cocadas bruns dorés.
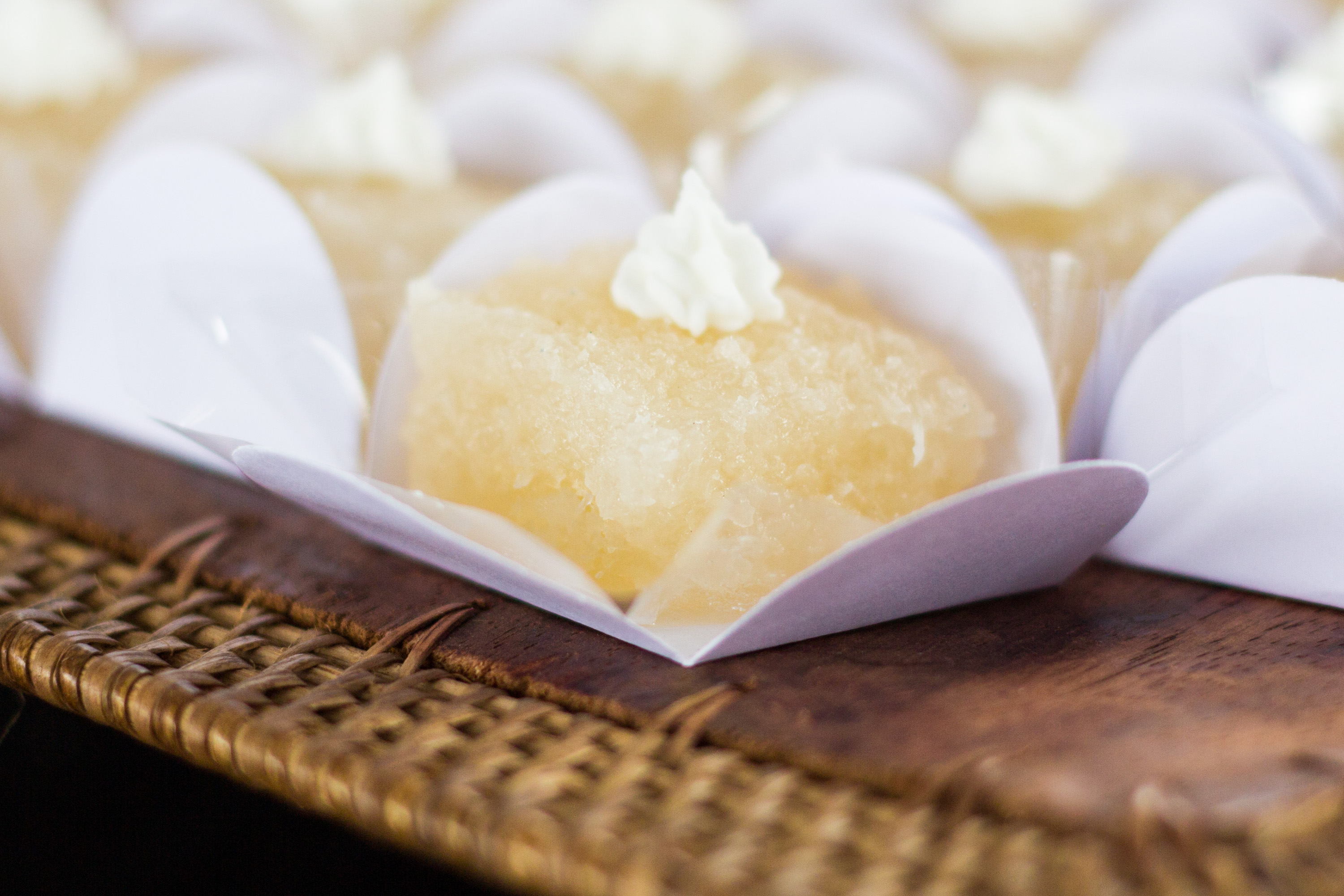
Cocadas d'Araçatuba, Brésil.
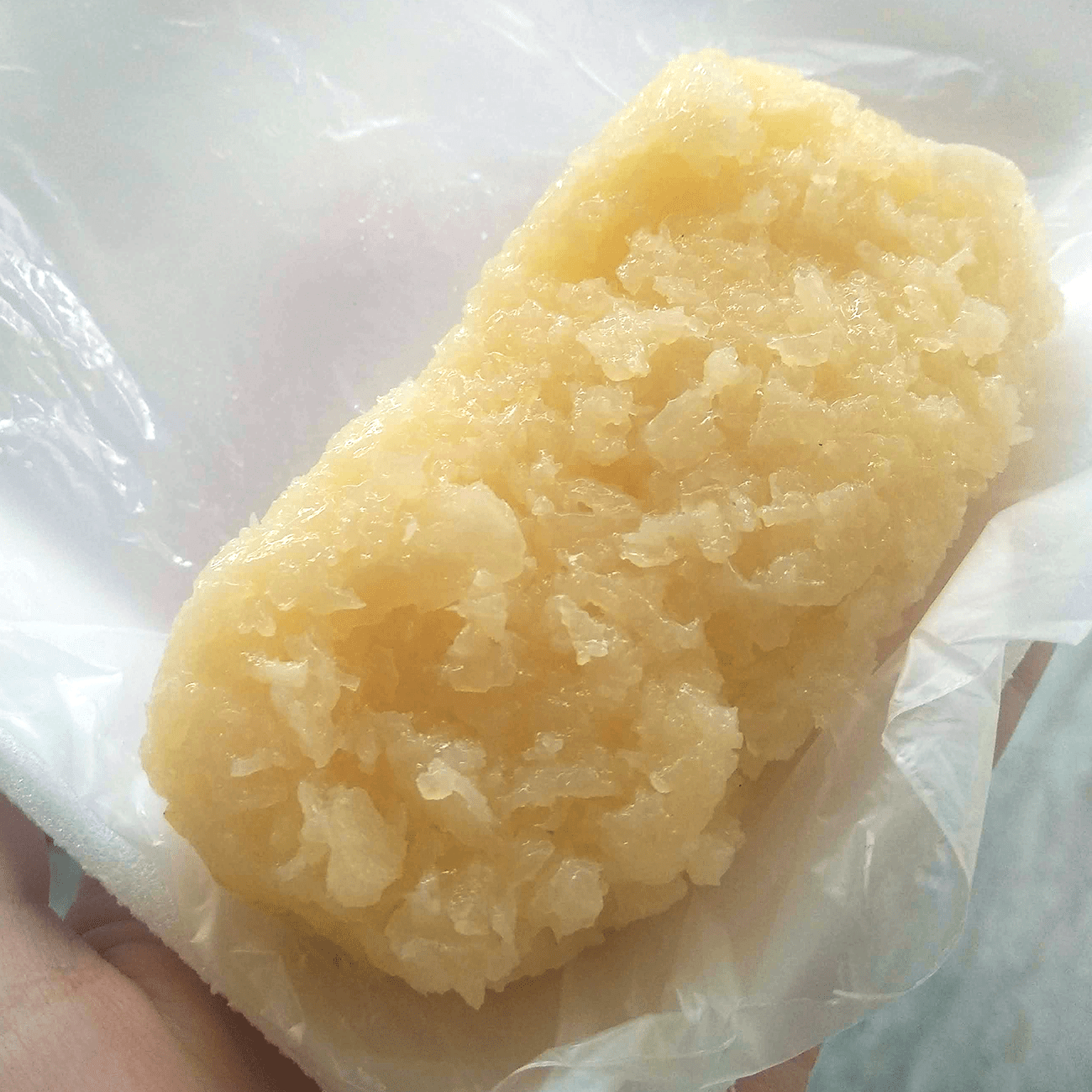
A cocada de Muriqui, au Brésil.